# Арсенал (футбольный клуб, Тула)
«Арсена́л» — российский профессиональный футбольный клуб из Тулы. Выступает в Первой лиге. История клуба восходит к команде Тульского оружейного завода, основанной как «Оружзавод», и носившей ряд других названий. Первая в России футбольная команда оружейников, первая футбольная команда ДСО «Зенит» — спортивного общества оборонной промышленности.
На протяжении почти ста лет существует главная футбольная команда города Тулы, игравшая на всех уровнях и во всех лигах страны. Являясь самостоятельным клубом, остаётся «оружейной командой», имеющей партнёрские отношения с рядом оборонных предприятий. Участвует в рекламе военной техники, в том числе, систем залпового огня. Домашние матчи проводит на стадионе «Арсенал» вместимостью 20 048 зрителей.

## История клуба

### Происхождение
Команда, от которой происходит тульский футбольный клуб «Арсенал», была основана на Тульском Оружейном заводе в середине 20-х годов прошлого века и до Великой Отечественной войны выступала в городском и областном чемпионатах. Первые 11 лет называлась «Оружзавод». В 1936 году, при создании всесоюзного ДСО работников оборонной промышленности «Зенит», была включена в него и стала называться «Зенит Оружейного завода». Матчи проводила на стадионе «Зенит» в Тульском кремле. В чемпионате СССР начала участвовать в 1946 году, как «Зенит» (Тула). В 1958-м, в связи с реорганизацией советского спорта, оборонное ДСО «Зенит» было упразднено, а команда Оружейного завода была переведена в созданное тогда же спортивное общество «Труд» и стала выступать на новой арене главного стадиона Тулы (ныне стадион «Арсенал»), как городская команда «Труд».
Новая политика советских властей по отношению к спорту предусматривала, что он не будет связан с военной промышленностью, которую старались засекретить, в связи с нараставшей угрозой новой мировой войны. По замыслу Никиты Хрущёва спортобщества должны были перейти от профессиональной принадлежности к территориальной. Однако, отделение команды от завода привело к потере финансирования, которое городской спорткомитет восполнить не мог, так как располагал весьма скромным бюджетом. Тогда к финансированию команды стали привлекать другие тульские предприятия: «Тулауголь», «Тулачермет», «Туламашзавод», которые в разное время назначались её «шефами». По этой причине название несколько раз менялось — «Шахтёр», «Металлург», «Машиностроитель», со сменой спортобществ, на чьём балансе находилась городская команда, пока, уже при Брежневе, её не вернули Оружейному заводу. Тогда она снова, как и в начале, стала носить имя родного предприятия, выступая под названием «ТОЗ». Через несколько лет было решено, что команде нужно своё имя, и в 1984 году жители города и футболисты выбрали для оружейной команды нынешнее название — тульский «Арсенал».
В 1989 году создано хозрасчётное предприятие. С начала 90-х профессиональный клуб.

### Хронология названий команды
- 1925—1936: «Оружзавод»
- 1936—1958: «Зенит»
- 1959—1961: «Труд»
- 1962—1963: «Шахтёр»
- 1964—1973: «Металлург»
- 1974—1978: «Машиностроитель»
- с 1979: «ТОЗ» (Тульский Оружейный завод)

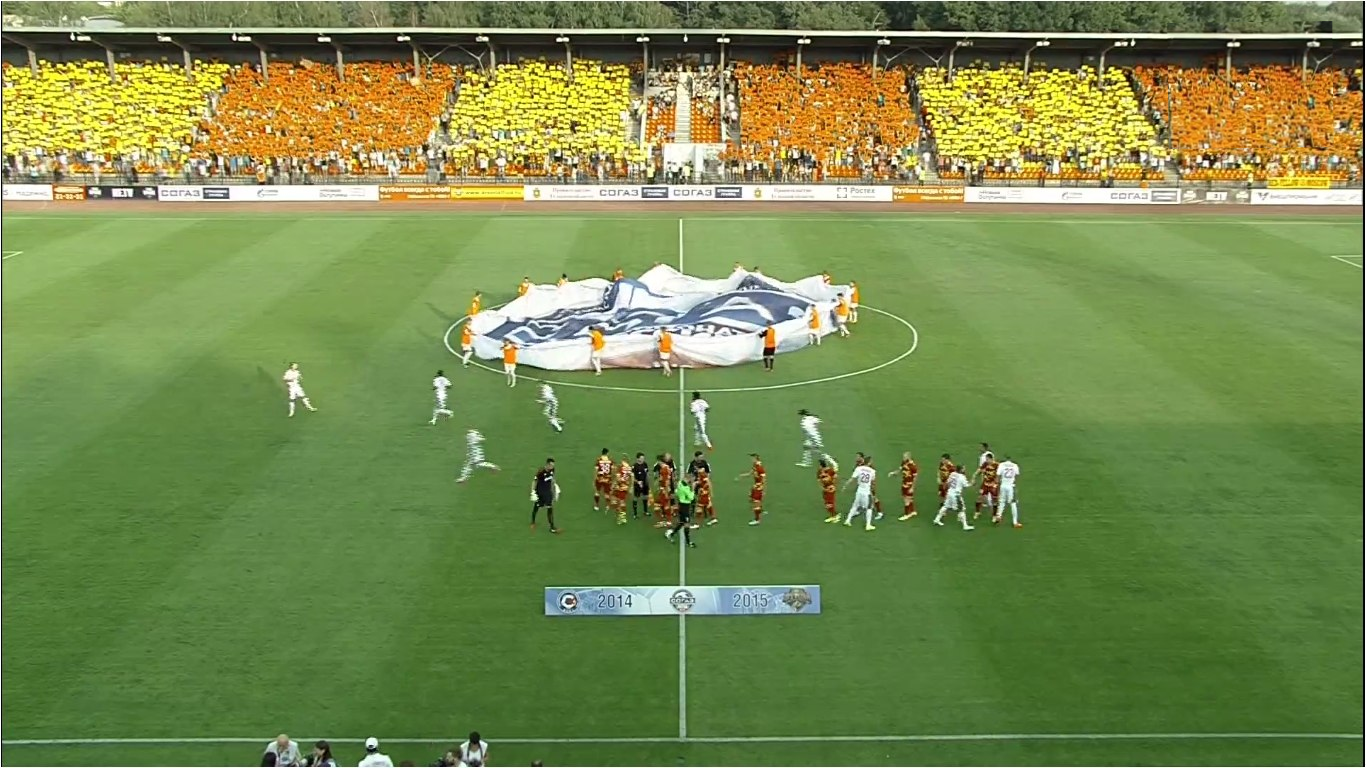
Поддержка тульского «Арсенала»

- с 1984: «Арсенал» (Тула)
- в 2007: «Оружейник»
- в 2008—2011: «Арсенал-Тула»
- с 2011: «Арсенал» (Тула)Поддержка тульского «Арсенала»

### Всесоюзные и всероссийские турниры
- 1946 и 1949 — Чемпионат СССР, Третья группа
- 1948—1958 — Чемпионат РСФСР
- 1959—1991 — Чемпионат СССР, Класс «Б»; Вторая лига
- 1992—1997 — Чемпионат России, Вторая лига
- 1998—2001 — Чемпионат России, Первый дивизион
- 2002—2003 — Чемпионат России, Второй дивизион
- 2004 — Чемпионат России, Первый дивизион

В 2004 году дочернее предприятие концерна «Газпром», компания «Центргаз», единственный спонсор тогдашнего «Арсенала», из-за реорганизации концерна и перемен в структуре «Газпрома» прекратила финансирование команды. Клубу пришлось отказаться от участия в Первом дивизионе и на сезон 2005 года заявиться в турнир Второго дивизиона. После сезона 2006 года из-за полного отсутствия финансирования, команда была вынуждена отказаться от профессионального статуса и перейти в 3-й дивизион, где она выступала в своей зоне Первенства России. В 2007 году — как «Оружейник», а в 2008—2010 годах как «Арсенал-Тула». В ноябре 2011 года было начато возрождение на базе команды профессионального клуба под прежним названием «Арсенал». Футбольный клуб «Арсенал» вновь учреждён в профессиональном статусе в конце 2011 года. В 2011 году у команды появились спонсоры и бюджет, статус профессионального клуба был восстановлен и в 2012 году она вернулась в ПФЛ для участия во 2-м дивизионе.

### Новейшая история

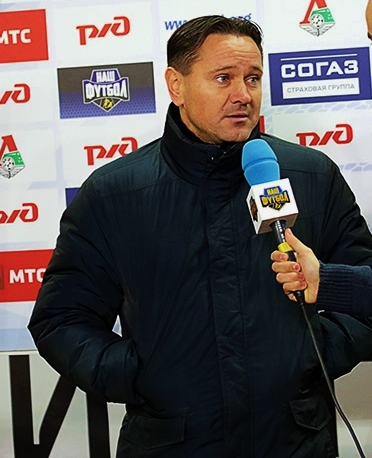
Дмитрий Аленичев — главный тренер «Арсенала» в 2011—2015 годах

В том же 2011 году команду возглавил известный в прошлом российский футболист Дмитрий Аленичев. Также в тренерский штаб вошли Дмитрий Ананко, Александр Филимонов и Олег Саматов. В клуб были приглашены такие известные игроки как Егор Титов, Дмитрий Парфёнов, Юрий Ковтун, Дмитрий Хлестов, Вадим Евсеев, Владимир Бесчастных и Андрей Коновалов. По итогам сезона 2011/12 тульский «Арсенал» занял 8-е место в первенстве III дивизиона, а все известные футболисты, призванные Дмитрием Аленичевым на помощь, за исключением играющего тренера Александра Филимонова покинули команду, на их место тренерский штаб пригласил молодых и перспективных игроков.
18 июня 2012 года тульский «Арсенал» прошёл процедуру лицензирования для участия в розыгрыше второго дивизиона в сезоне 2012/13.

### Сезон 2012/13. ПФЛ, Зона «Центр»
Сезон 2012/13 тульский «Арсенал» провёл в зоне «Центр» Второго дивизиона России по футболу, по результатам которого уверенно занял там первое место, обогнав своих главных конкурентов воронежский «Факел» и саратовский «Сокол» на 9 и 19 очков соответственно. В 30 матчах команда Аленичева одержала 22 победы, 7 раз сыграла вничью, и всего лишь один раз проиграла. Таким образом, главная задача, поставленная руководством клуба на сезон — выйти в ФНЛ, была успешно выполнена.

### Сезон 2013/14. ФНЛ
Сезон 2013/14 команда проводила в Первенстве Футбольной национальной лиги. На новом для себя уровне дружина Дмитрия Аленичева в первых 10 матчах набрала 26 очков, победив в 8 играх и дважды сыграв вничью. Такого успешного старта от дерзкого новичка Футбольной национальной лиги разумеется никто не ожидал. Все специалисты отмечали несвойственный для первого дивизиона стиль игры туляков, а именно его яркую комбинационную и атакующую игру. Практически во всех матчах оружейники действовали с позиции силы, играя исключительно в атаку по схеме 3-5-2.
Одним из ключевых матчей для тульского «Арсенала» стала домашняя игра против соседа по турнирной таблице футбольного клуба «Торпедо», состоявшаяся 30 апреля 2014 года. Тогда, при заполненных трибунах стадиона «Арсенал», благодаря точному удару Владислава Рыжкова, канониры одержали важнейшую победу над непосредственным конкурентом, оторвавшись от него на 5 очков. 11 мая 2014 года гостевая победа в Саранске над «Мордовией» обеспечила тулякам второе место и выход в Премьер-лигу.

### Сезон 2014/15. РФПЛ
Сезон 2014/15 команда провела в Премьер-лиге. В силу довольно неудобного для себя календаря, оружейникам пришлось стартовать на новом для себя уровне матчами против признанных лидеров отечественного футбола.
С первого по четвёртый тур «Арсенал» в родных стенах принимал «Зенит», «Локомотив», «Рубин» и московское «Динамо», набрав в этих матчах всего 1 очко, в матче с казанским «Рубином». Первый же выездной матч в сезоне 2014/15 команда из Тулы провела лишь в 5 туре против грозненского «Терека», где уступила представителям Чеченской Республики со счётом 0:3. Первую победу на высшем уровне тульская дружина одержала только в 12 туре, обыграв на выезде своего принципиального соперника, московское «Торпедо» 1:0.
В 14-м туре оружейники добились своей первой крупной победы в РФПЛ, со счётом 4:0 в родных стенах был разгромлен пермский «Амкар». В 17 туре, обыграв на выезде ФК «Ростов» со счётом 1:0, дружина Аленичева ушла с последнего места турнирной таблицы, уйдя на зимний перерыв на 15 месте.
Весенний отрезок чемпионата «Арсенал» начал гораздо увереннее, уже в 19 туре со счётом 1:0, на своём поле был бит московский «Локомотив». В 20 туре, в качестве протеста против переноса игры в Москву, Дмитрий Аленичев выставил дублирующий состав в матче против ЦСКА. До 82-й минуты матча тульская молодёжь уступала действующему чемпиону страны с разницей всего в один мяч. В итоге, после забитых армейцами на 82-й и 88-й минутах матча голов, игра завершилась со счётом 4:1 в пользу ЦСКА.
В апреле тульский «Арсенал» выдал трёхматчевую победную серию. Сначала в 22 туре, на своём поле «Арсенал» сенсационно обыграл московский «Спартак», на 90-й минуте матча, победный гол забил Дмитрий Смирнов, а в 23 и 24 турах на выезде были обыграны «Уфа» и «Амкар». Во время встречи 22-го тура чемпионата, в которой «Арсенал» 9 апреля обыграл «Спартак» со счётом 1:0, несколько фанатов красно-белых, несмотря на предупреждения диктора, залезли на крышу стадиона. Один из них — болельщик из города Суворов Тульской области — упал и с переломами рук и ног был доставлен в больницу. В результате этого происшествия за необеспечение безопасности и причинение вреда здоровью человека КДК принял решение оштрафовать «Арсенал» на 500 тысяч рублей и обязать тульский клуб провести один матч с «Краснодаром» на нейтральном поле.
В 29 туре, в гостевом матче против московского «Динамо» тульский «Арсенал» сыграл вничью со счётом 2:2, выигрывая при этом до 76-й минуты матча со счётом 2:1.
Эта ничья оставляла тульскому коллективу шансы на стыковые матчи. Для этого в заключительном туре нужно было обыгрывать в гостях краснодарскую «Кубань», но сделать это оружейники так и не смогли, разгромно проиграв «Кубани» 1:5, «Арсенал» выбыл в ФНЛ.
В Кубке России 2014/15 «Арсенал» дошёл до 1/4 финала. В 1/16 канониры обыграли астраханский «Волгарь» со счётом 1:0, затем в 1/8, проигрывая по ходу матча 0:2, сенсационно на «Петровском» победили петербургский «Зенит», со счётом 3:2, решающий гол в дополнительное время забил Артур Малоян.
В 1/4 финала оружейникам пришлось встретиться с неуступчивым «Газовиком» из Оренбурга, на своём поле, в дополнительное время канониры уступили со счётом 0:1, гол на 112-й минуте матча забил игрок «Газовика» Игорь Коронов.

### Сезон 2015/16. ФНЛ
8 июня 2015 года было объявлено об уходе с поста главного тренера Дмитрия Аленичева, возглавившего московский Спартак. Новым главным тренером команды стал Виктор Булатов, под руководством которого «Арсенал» провёл 24 матча, в которых 14 раз одержал победы, 4 раза сыграл вничью, и 6 раз проиграл.

Перед началом весеннего отрезка чемпионата 2015/2016 руководство тульского клуба приняло решение отправить Булатова в отставку, по словам генерального директора клуба Андрея Никитина, поводом для этого послужила неубедительная игра команды на проходившем в феврале на Кипре Кубке ФНЛ, по результатам которого «Арсенал» занял 13 место. На смену Булатову пришёл известный российский специалист Сергей Павлов, ранее уже выводивший не одну команду в высший эшелон российского футбола. Под руководством Сергея Павлова «Арсенал» провёл великолепный весенний отрезок чемпионата, в 14 матчах тульский клуб одержал 11 побед и трижды сыграл вничью, таким образом ликвидировав 6 очковое отставание от идущей на втором месте Томи, а в результате и вовсе обойдя её на 8 очков досрочно добился права на следующий сезон выступать в российской футбольной Премьер-лиге.

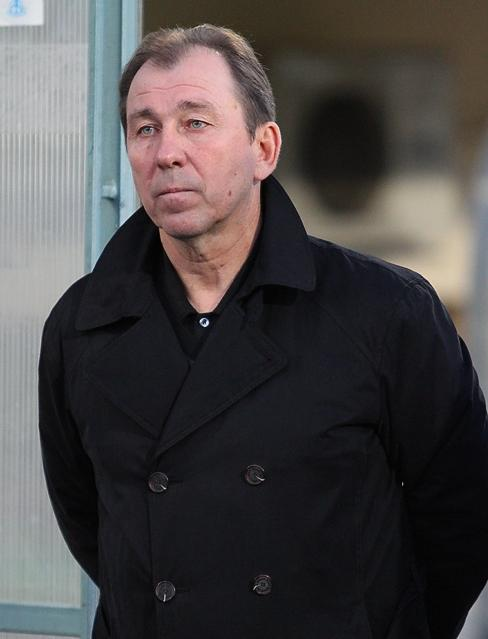
Сергей Павлов — главный тренер «Арсенала» в феврале-октябре 2016 года

### Сезон 2016/17. РФПЛ
В июне-июле 2016 года Павлов приступил к строительству команды. Для этой цели стали приглашаться игроки с опытом выступлений в премьер-лиге. Это были, в основном, ветераны или близкие к этому состоянию игроки, по тем или иным причинам находившиеся не у дел. Оснований для такой трансферной политики было два — экономия средств и личные связи тренера, который при возможности приглашал знакомых футболистов. Поэтому того усиления, которое от них ожидалось, трансферы не принесли. А сыгранность и рисунок игры, которые были весной, пропали после замены многих ключевых игроков на более опытных, но разрозненных чужаков из других команд. Ещё в летних товарищеских встречах начались разгромные поражения. С началом сезона ситуация не улучшилась, но Павлов оставил этот состав.
В итоге к началу октября «Арсенал» в девяти матчах одержал только одну победу и занимал в чемпионате 14 место — в зоне переходных игр. Поэтому 4 октября 2016 новым тренером временно, до 30 мая, был назначен молодой тренер Сергей Кирьяков. Под его началом «Арсенал» удержался на 14 месте и в стыковых матчах по сумме двух встреч победил красноярский «Енисей» (1:2, 1:0). Команда впервые в истории подтвердила своё право выступать в высшем дивизионе.

### Сезон 2017/18. РФПЛ
Летом 2017 года главным тренером «Арсенала» стал Миодраг Божович. Черногорец много работал в России, руководил в разное время несколькими клубами премьер-лиги и добивался высоких результатов. Перед приглашением в «Арсенал» Божович осуществил свою мечту — возглавил белградскую «Црвену Звезду» и привёл её к золотым медалям чемпионата Сербии. 

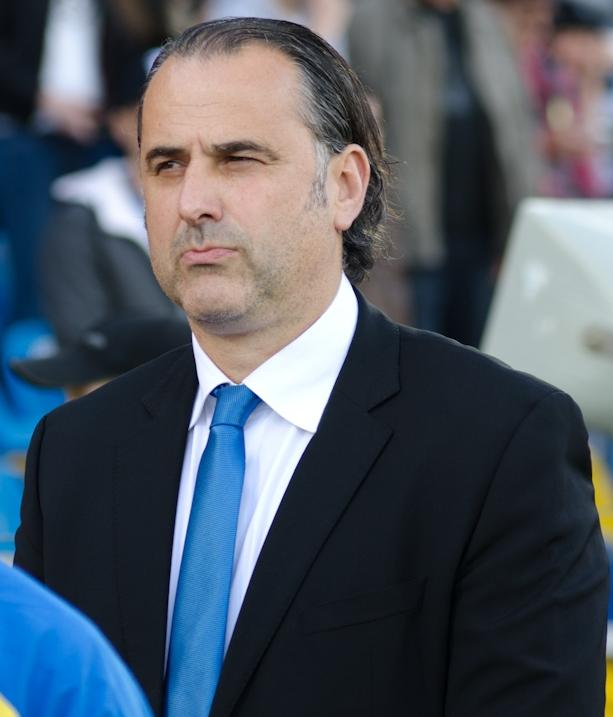
Миодраг Божович — главный тренер «Арсенала» с июня 2017 года по май 2018 года

При Божовиче в «Арсенал» пришли несколько новых игроков, также стала постепенно налаживаться игра. И хотя первые 2 месяца сезона стали трудными и не слишком удачными, к октябрю команда превратилась в крепкого середняка. Были одержаны победы над «Краснодаром» и ЦСКА в Туле и над «Зенитом» в Санкт-Петербурге. В остальных матчах победы чередовались с поражениями и ничьими, но первый круг «Арсенал» завершил на рекордном для себя 8 месте. По итогам чемпионата клуб, набрав 42 очка, занял седьмое место, отстав на одно очко от «Уфы», получившей право на участие в Лиге Европы, что стало лучшим результатом за время участия в РФПЛ.

### Сезон 2018/19. РПЛ
Сезон 2018/2019 не предвещал тульским болельщикам ничего хорошего — летом 2018 года Миодраг Божович покинул команду, а новый тренер оружейников Олег Кононов по ходу сезона, 12 ноября 2018 года перебрался в московский «Спартак». На место главного тренера пришёл Игорь Черевченко. Тем не менее именно этот сезон стал историческим для клуба — впервые в высшей лиге российского футбола туляки смогли занять 6-е место, регулярно отбирая очки у лидеров. 22 мая 2019 года так же стало знаковым для тульского «Арсенала». В этот день московский «Локомотив» который уже завоевал путёвку в Еврокубки как участник первой пятёрки Чемпионата России, выиграл Кубок России, обыграв в финале «Урал», и открыл для «Арсенала», занявшего в чемпионате 6-е место, дорогу в Лигу Европы, так же впервые в истории.
Лучшим бомбардиром команды стал арендованный у московского «Спартака» Зелимхан Бакаев.
Клуб продлил контракт с тренером Игорем Черевченко до 2020 года.

### Сезон 2019/20. РПЛ
По окончании сезона 2018/19 команду покинули сразу четыре ключевых игрока, с которыми закончились арендные соглашения и которые получили приглашения от различных топ-клубов. «Арсенал» лишился опорника Кадири, который перешёл в киевское «Динамо», двух фланговых атакующих полузащитников — Бакаева и Мирзова, ушедших в московский «Спартак», и центрального нападающего Луки Джорджевича, который вернулся в «Зенит» и был продан московскому «Локомотиву». Это очень ослабило команду и сезон 2019/20 стал довольно неудачным.
В Лиге Европы клуб не смог пройти азербайджанский «Нефтчи» в квалификационном раунде.
В чемпионате поражений было значительно больше чем побед, и весной возникла угроза попадания команды в «зону вылета». Перерыв на карантин не поменял ситуацию, и 1 июля, после 5 поражений подряд, главный тренер «Арсенала» Игорь Черевченко подал в отставку, которая была принята руководством.
И. о. главного тренера был назначен главный тренер новомосковского «Химика-Арсенала» Сергей Подпалый. Он сумел мобилизовать команду, найти удачные игровые решения и эффективно задействовать в основном составе некоторых молодых игроков клуба. Под его руководством команда, в оставшихся пяти матчах одержала три победы, а завершила сезон гостевой ничьей в Уфе, заняв 8 место в таблице Чемпионата России. В итоге «Арсенал», которому уже предрекали борьбу за выживание в РПЛ, показал весьма приличный результат, оставшись в верхней половине таблицы, вместе с группой лидеров и столичными командами.
С учётом всего этого, руководство клуба приняло решение назначить Сергея Подпалого главным тренером тульского «Арсенала».

### С 2020 года
14 мая 2022 года «Арсенал» в гостях проиграл «Уфе» (2:1), занял 16-е место и выбыл в первую лигу.
По итогам сезона 2022/23 команде не удалось войти в первую четвёрку команд, чтобы вернуться в РПЛ напрямую или побороться за выход в стыковых матчах, и она продолжила выступать в Первой лиге.

## Визитная карточка

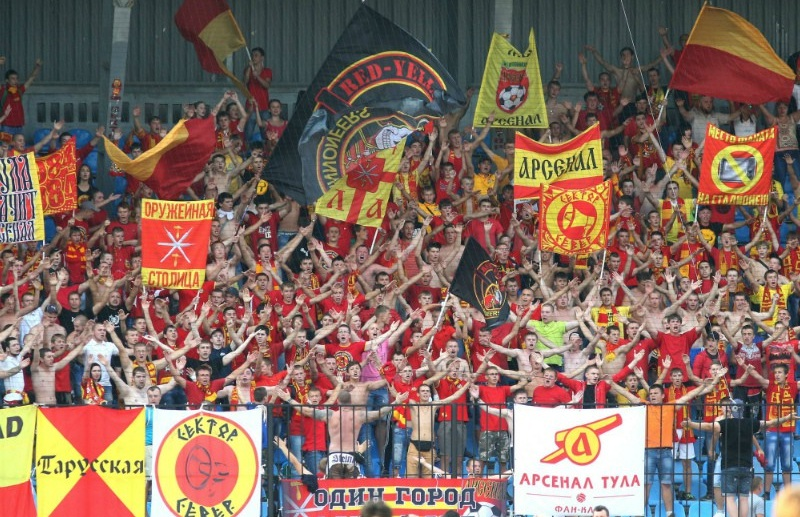
Болельщики тульского «Арсенала»

### Клубные цвета
| Красный | Жёлтый |

Традиционные цвета «Арсенала» — красный и жёлтый. Они происходят от герба Тулы, в котором на красном щите расположены пересекающиеся в центре символы оружия — два длинных клинка и горизонтальный ружейный ствол, а выше и ниже их — по одному золотому молоту.
Ещё во времена СССР сложилась традиция поддерживать тульскую команду красно-жёлтой атрибутикой. Делали её тогда сами болельщики. Первыми их флагами были красные полотна с нанесёнными краской элементами тульского герба. Они напоминали флаг, ставший впоследствии официальным Флагом города Тулы. Стальные клинки и ствол изображались серой краской, а золотые молоты — жёлтой. Самыми заметными цветами в этих флагах были красный и жёлтый. Поэтому болельщики стали шить двухцветные флаги из красной и жёлтой тканей. Со временем, команда тоже стала использовать эти цвета, и вот уже много лет они являются официальными цветами тульского «Арсенала». Отсюда одно из прозвищ команды — «красно-жёлтые».

### Форма
Домашняя футболка тульского «Арсенала» сезона 2014/15, расцветка которой в точности изображала крупный камуфляжный рисунок, выполненный в жёлтом, красном и тёмно-красном цветах, была выбрана Обществом коллекционеров футболок (Bund der Trikotsammler) в Германии футбольной майкой марта 2015 года.
В сезоне 2016/17 домашняя форма команды состояла из красной футболки с немногочисленными проходящими по ней диагонально неровными полосами, в виде жёлтой растекающейся краски, напоминающей камуфляжный рисунок, красных трусов и гетр красного цвета. Гостевая форма имеет такой же рисунок, но серый на чёрном фоне, а резервная представляет собой белую футболку с таким же серым рисунком, белые трусы и белые гетры, но в реальности используется редко, чаще всего «Арсенал» играет в своей фирменной красно-жёлтой форме, иногда используется альтернативная чёрная.
В сезоне 2017/18 форма была полностью красная, а номера и фамилии игроков были выполнены жёлтым, на футболке впереди в верхней части жёлтая полоса шла от плеч к середине груди, соединяясь углом, наподобие широкой буквы V. Гостевая форма такая же, но белая с красными элементами.
Форма сезона 2018/19 представляла собой красные футболки с жёлтыми короткими рукавами, красные трусы и красные гетры с жёлтым верхом. Номера и фамилии игроков были выполнены жёлтым цветом. Гостевая форма полностью жёлтая с красными надписями.

#### Домашняя
| 2016/17 | 2018/19 | 2019/20 | 2021/22 |

#### Гостевая
| 2016/17 | 2018/19 | 2019/20 | 2021/22 |

#### Резервная
| 2016/17 | 2018/19 |

### Эмблема клуба
Нынешняя эмблема клуба появилась в 2012 году, её автор — тульский дизайнер Виктор Сумароков.

2012—н. в.

## Достижения и лучшие результаты
Первенство России
- Премьер-лига
  - 6-е место: 2018/19
- Первая лига

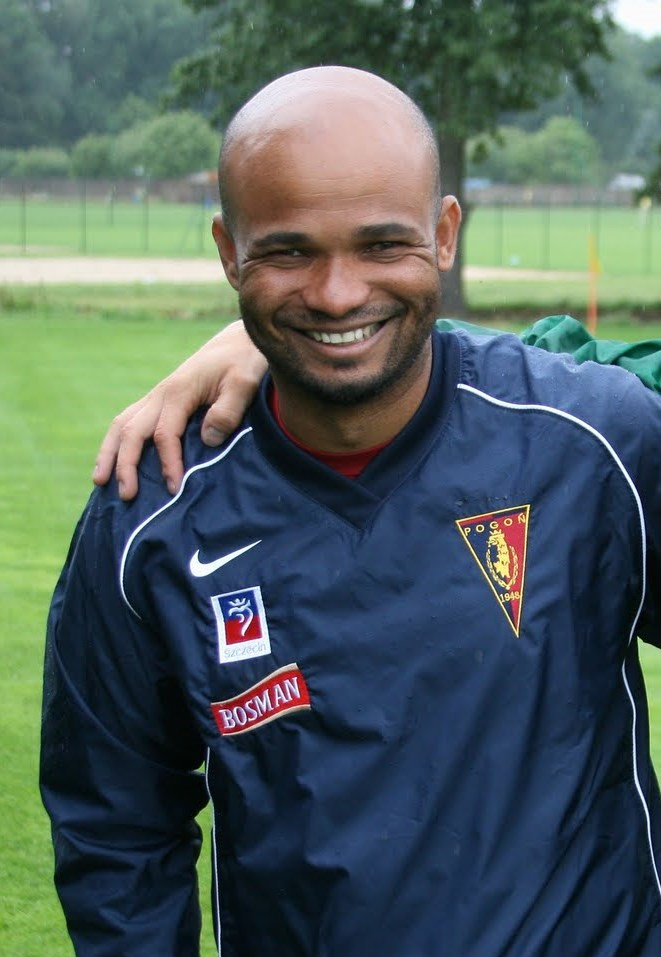
Андрадина — легенда тульского «Арсенала»

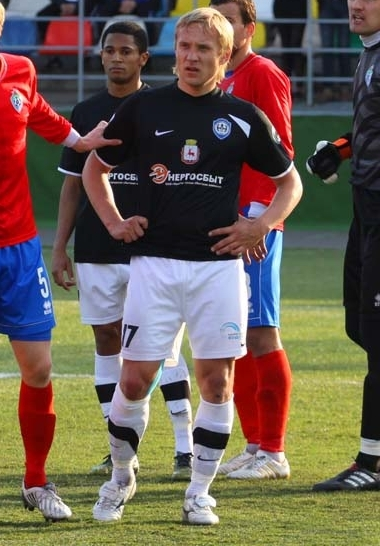
Сергей Коровушкин — форвард «Арсенала» начала 2000-х

- Вице-чемпион (2): 2013/14, 2015/16
  - Вторая лига
- Чемпион (3): 1997, 2003, 2012/13
  - Вице-чемпион (2): 1993, 2002
- Третий дивизион
  - Вице-чемпион: 2007
- Кубок России
  - 1/2 финала: 2018/19
- Кубок ПФЛ
  - Обладатель: 2003
- Кубок ЛФЛ
  - Бронзовый призёр: 2007
- Кубок ЛФЛ — «Черноземье»
  - Обладатель: 2007

Первенство СССР
- 5-е место в Классе «А», вторая группа: 1969.
- 2-е место в классе «Б»: 1966.
- 2-е место во Второй лиге СССР (2): 1971, 1986.
- 3-е место во Второй лиге СССР: 1984.
- Кубок СССР
  - 1/16 финала : 1970.

## Состав

### Основной состав
| 1  | Флаг России                   | Вр  | Дэвид Сангаре        | 2000 |  |  |  |  |  |
| 18 | Флаг России                   | Вр  | Михаил Цулая         | 2005 |  |  |  |  |  |
| 42 | Флаг России                   | Вр  | Александр Мелихов    | 1998 |  |  |  |  |  |
|    |                               |     |                      |      |  |  |  |  |  |
| 3  | Флаг России                   | Защ | Эрвинг Ботака-Иобома | 1998 |  |  |  |  |  |
| 4  | Флаг России                   | Защ | Даниил Пенчиков      | 1998 |  |  |  |  |  |
| 8  | Флаг России                   | Защ | Артём Попов          | 1992 |  |  |  |  |  |
| 15 | Флаг России                   | Защ | Александр Пуцко      | 1993 |  |  |  |  |  |
| 31 | Флаг России                   | Защ | Кирилл Большаков     | 2000 |  |  |  |  |  |
| 44 | Флаг России                   | Защ | Олег Исаенко         | 2000 |  |  |  |  |  |
| 45 | Флаг России                   | Защ | Никита Кармаев       | 2000 |  |  |  |  |  |
| 46 | Флаг Беларуси                 | Защ | Илья Москаленчик     | 2003 |  |  |  |  |  |
| 77 | Флаг России                   | Защ | Алексей Бердников    | 1996 |  |  |  |  |  |
|    |                               |     |                      |      |  |  |  |  |  |
| 5  | Флаг России                   | ПЗ  | Дмитрий Сергеев      | 2000 |  |  |  |  |  |
| 7  | Флаг Доминиканской Республики | ПЗ  | Эдарлин Рейес        | 1997 |  |  |  |  |  |

| 10 | Флаг России     | ПЗ  | Игорь Горбунов    | 1994 |  |  |  |  |  |
| 14 | Флаг Черногории | ПЗ  | Милош Брнович     | 2000 |  |  |  |  |  |
| 17 | Флаг Бенина     | ПЗ  | Маттео Алинви     | 1999 |  |  |  |  |  |
| 19 | Флаг России     | ПЗ  | Кирилл Богданец   | 2004 |  |  |  |  |  |
| 20 | Флаг России     | ПЗ  | Ансор Хабибов     | 2003 |  |  |  |  |  |
| 21 | Флаг России     | ПЗ  | Никита Раздорских | 2000 |  |  |  |  |  |
| 22 | Флаг России     | ПЗ  | Алан Цараев       | 1999 |  |  |  |  |  |
| 50 | Флаг России     | ПЗ  | Илья Соколов      | 2004 |  |  |  |  |  |
| 59 | Флаг Армении    | ПЗ  | Тигран Аванесян   | 2002 |  |  |  |  |  |
| 78 | Флаг России     | ПЗ  | Данил Липовой     | 1999 |  |  |  |  |  |
|    |                 |     |                   |      |  |  |  |  |  |
| 9  | Флаг России     | Нап | Амур Калмыков     | 1994 |  |  |  |  |  |
| 11 | Флаг Черногории | Нап | Урош Джуранович   | 1994 |  |  |  |  |  |
| 24 | Флаг России     | Нап | Илья Азявин       | 2000 |  |  |  |  |  |

- № 12 закреплён за болельщиками клуба[42].

## Руководство клуба
- Валерий Гриньковский — генеральный директор
- Сергей Лучаев — заместитель генерального директора
- Виктор Бурдыкин — советник президента по взаимодействию с правоохранительными органами
- Глеб Золотовский — директор по развитию
- Юрий Черьевский — заместитель генерального директора по развитию молодёжного футбола
- Михаил Максимов — специалист по работе с болельщикам
- Виталий Родионов — заместитель генерального директора по безопасности
- Алексей Честнов — руководитель департамента по работе со СМИ
- Евгений Овсянников — пресс-атташе

## Тренерский штаб
- Дмитрий Гунько — главный тренер
- Николай Тюнин — старший тренер
- Дмитрий Кудряшов — ассистент главного тренера
- Сергей Куликов — тренер вратарей
- Владимир Зеленовский — тренер по физподготовке
- Алексей Лунин — тренер-аналитик

## Стадион и учебно-тренировочная база

### Стадион

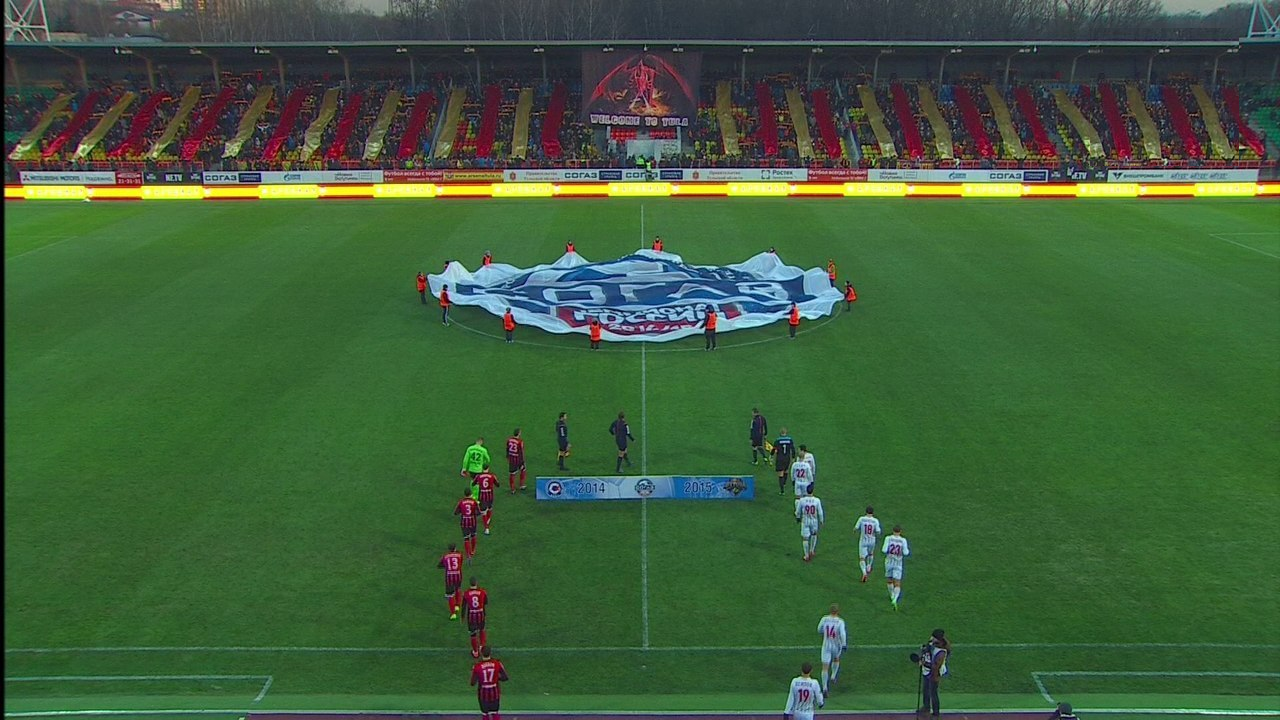
Домашний перфоманс «Арсенала»

Стадион расположен по адресу: 300012, г. Тула, проспект Ленина, 87. Открыт 29 августа 1959 года под названием «Тульские Лужники». За годы своего существования стадион также носил имена «Труд» и «имени 50-летия Ленинского комсомола», а после реконструкции 1996 года получил название «Арсенал», по имени команды, чьей домашней ареной он являлся уже много лет.
Вместительность стадиона составляет 20 048 мест, размер игрового поля 103 × 67 м. Газон естественный, травяной с подогревом. Количество трибун — 4 («Запад», «Восток», «Север» и «Юг»).
В 1996-м году стадион был полностью реконструирован для соответствия требованиям УЕФА. Среди обновлений стадиона: новое цветное телевизионное табло, новая беговая дорожка с современным покрытием, новый газон, системы подогрева и автополива футбольного поля, новые мачты освещения с прожекторами, позволяющими вести трансляцию даже без дневного света, в любое время суток. Деревянные лавки на трибунах заменены на индивидуальные пластиковые кресла. Кроме того, над Южной трибуной был достроен козырёк, и все трибуны оказались защищены от осадков. Изменились и подтрибунные помещения. Раздевалки были оборудованы по европейским стандартам.
Осенью 2014 года на смену устаревшему венгерскому табло, прослужившему 19 лет, установили новое светодиодное, также были полностью отремонтированы подтрибунные помещения и раздевалки, на западной трибуне до 700 человек была расширена VIP-зона, и обновлены места для комментаторов, на восточной трибуне модернизирован пресс-центр, определена микст-зона, и увеличена мощность сигнала wi-fi. В полном объёме введены СКУДы (системы контроля и управления доступом зрителей). Прилегающая к стадиону территория также была приведена в порядок, асфальтовая дорожка вокруг главной тульской футбольной арены получила новое покрытие, отремонтированы кассы стадиона, установлены камеры видеонаблюдения. В планах привести в порядок запасные футбольные поля и легкоатлетические дорожки, постелить новый натуральный газон.
Характеристики стадиона
- Категория: 1
- Вместительность — 14 935 чел.

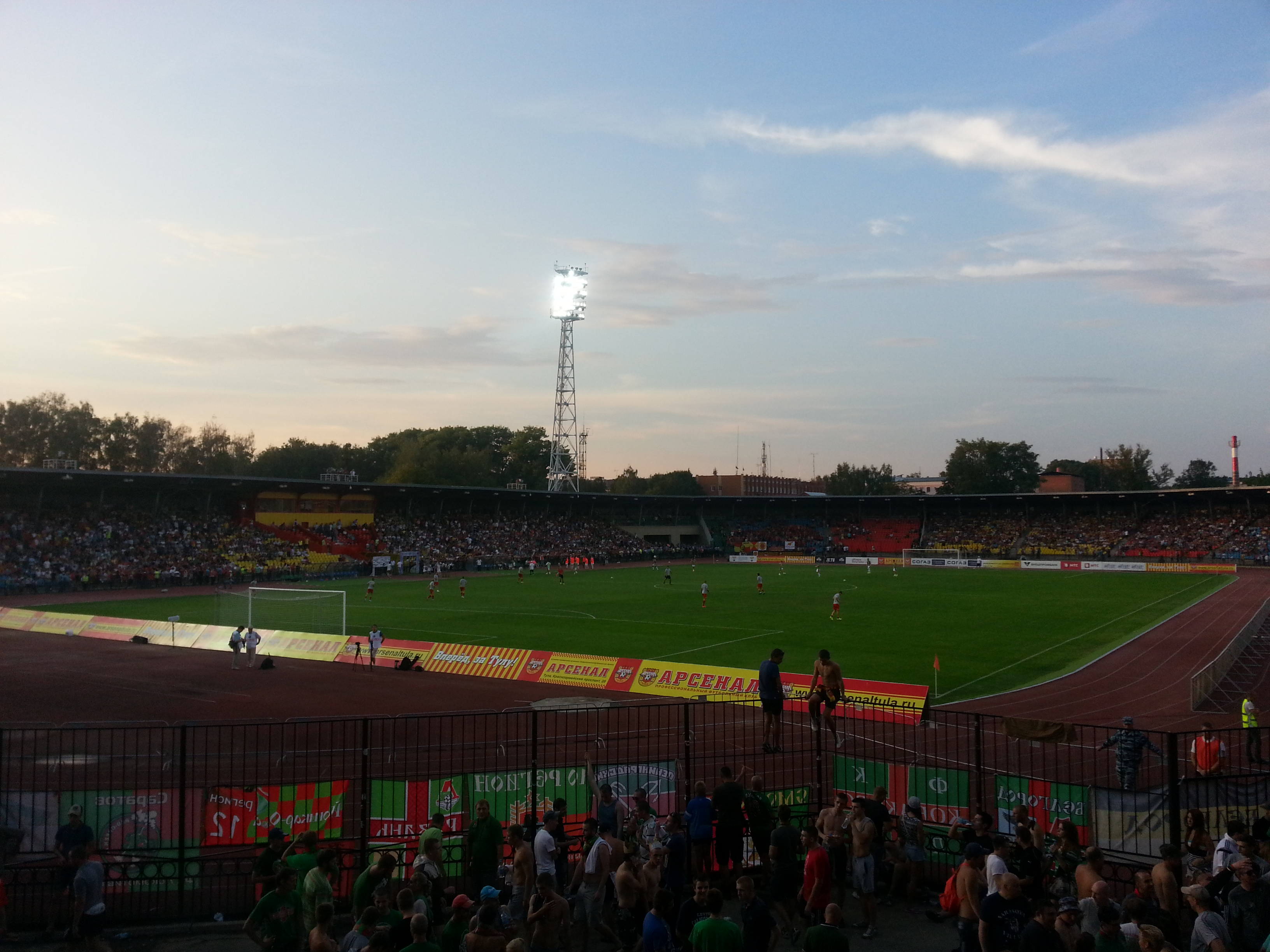
Центральный стадион «Арсенал»

- Футбольное поле с натуральным травяным покрытием: (104Х67 М)
- Освещение: 1335 Люкс
- Система жидкостного подогрева футбольного поля
- Цветное светодиодное электронное табло
- Система видеонаблюдения
- Система контроля и управления доступом зрителей (СКУД)

### Учебно-тренировочная база
Учебно-тренировочная база футбольного клуба «Арсенал» с июля 2013 года расположена в посёлке Мясново, по адресу г. Тула, ул. Профсоюзная, 15А.

## Статистика выступлений

### В чемпионатах СССР
| Год  | Соревнование               | Место | В  | Н  | П  | Голы    | Очки | Кубок  | Примечание                 |
| 1946 | Третья группа. Центр. зона | 5     | 8  | 0  | 8  | 38 — 49 | 16   |        | Третий уровень системы лиг |
| 1949 | Вторая группа. 4 зона      | 13    | 6  | 5  | 15 | 36 — 66 | 17   |        | Второй уровень системы лиг |
| 1959 | Класс «Б», 2 зона          | 13    | 5  | 8  | 15 | 26 — 44 | 18   | 1/64   | Второй уровень системы лиг |
| 1960 | Класс «Б», 1 зона          | 8     | 11 | 6  | 13 | 39 — 43 | 28   |        | Второй уровень системы лиг |
| 1961 | Класс «Б», 1 зона          | 6     | 11 | 6  | 7  | 36 — 22 | 28   | 1/128  | Второй уровень системы лиг |
| 1962 | Класс «Б», 1 зона          | 10    | 11 | 8  | 13 | 32 — 45 | 30   | 1/256  | Второй уровень системы лиг |
| 1963 | Класс «Б», 1 зона          | 11    | 9  | 8  | 13 | 30 — 35 | 26   | 1/1024 | Третий уровень системы лиг |
| 1964 | Класс «Б», 2 зона          | 12    | 8  | 12 | 12 | 31 — 38 | 28   | 1/128  | Третий уровень системы лиг |
| 1965 | Класс «Б», 1 зона          | 9     | 11 | 13 | 10 | 38 — 24 | 35   | 1/1024 | Третий уровень системы лиг |
| 1966 | Класс «Б», 1 зона          | 2     | 15 | 13 | 4  | 33 — 15 | 43   | 1/512  | Третий уровень системы лиг |
| 1966 | Класс «Б», Полуфинал       | 1     | 2  | 1  | 1  | 3 — 2   | 5    | 1/512  | Третий уровень системы лиг |
| 1966 | Класс «Б», Финал           | 3     | 1  | 0  | 2  | 4 — 5   | 2    | 1/512  | Третий уровень системы лиг |
| 1967 | Вторая группа «А»          | 13    | 9  | 8  | 11 | 26 — 35 | 36   | 1/128  | Второй уровень системы лиг |
| 1968 | Вторая группа «А»          | 14    | 9  | 16 | 15 | 31 — 40 | 34   |        | Второй уровень системы лиг |
| 1969 | Вторая группа «А»          | 5     | 12 | 19 | 7  | 36 — 25 | 43   | 1/128  | Второй уровень системы лиг |
| 1970 | Вторая группа «А»          | 4     | 21 | 11 | 10 | 80 — 38 | 53   | 1/16   | Третий уровень системы лиг |
| 1971 | Вторая лига СССР, 2 зона   | 2     | 23 | 8  | 7  | 58 — 28 | 77   |        | Третий уровень системы лиг |
| 1972 | Вторая лига СССР, 2 зона   | 12    | 12 | 10 | 16 | 47 — 51 | 46   |        | Третий уровень системы лиг |
| 1973 | Вторая лига СССР, 3 зона   | 16    | 7  | 8  | 19 | 37 — 61 | 19   |        | Третий уровень системы лиг |
| 1974 | Вторая лига СССР, 2 зона   | 10    | 15 | 11 | 14 | 42 — 51 | 41   |        | Третий уровень системы лиг |
| 1975 | Вторая лига СССР, 3 зона   | 19    | 9  | 10 | 19 | 29 — 51 | 28   |        | Третий уровень системы лиг |
| 1976 | Вторая лига СССР, 3 зона   | 18    | 6  | 12 | 22 | 26 — 57 | 24   |        | Третий уровень системы лиг |
| 1977 | Вторая лига СССР, 1 зона   | 10    | 16 | 9  | 15 | 51 — 34 | 41   |        | Третий уровень системы лиг |
| 1978 | Вторая лига СССР, 3 зона   | 24    | 8  | 11 | 27 | 39 — 70 | 27   |        | Третий уровень системы лиг |
| 1979 | Вторая лига СССР, 1 зона   | 19    | 8  | 18 | 20 | 41 — 72 | 34   |        | Третий уровень системы лиг |
| 1980 | Вторая лига СССР, 1 зона   | 8     | 19 | 5  | 12 | 66 — 43 | 43   |        | Третий уровень системы лиг |
| 1981 | Вторая лига СССР, 1 зона   | 17    | 4  | 5  | 23 | 25 — 67 | 13   |        | Третий уровень системы лиг |
| 1982 | Вторая лига СССР, 1 зона   | 15    | 6  | 6  | 18 | 24 — 56 | 18   |        | Третий уровень системы лиг |
| 1983 | Вторая лига СССР, 1 зона   | 11    | 9  | 9  | 12 | 27 — 31 | 27   |        | Третий уровень системы лиг |
| 1984 | Вторая лига СССР, 1 зона   | 3     | 19 | 5  | 8  | 56 — 29 | 43   |        | Третий уровень системы лиг |
| 1985 | Вторая лига СССР, 1 зона   | 4     | 15 | 12 | 5  | 50 — 34 | 42   | 1/32   | Третий уровень системы лиг |
| 1986 | Вторая лига СССР, 1 зона   | 2     | 17 | 7  | 6  | 39 — 19 | 41   | 1/64   | Третий уровень системы лиг |
| 1987 | Вторая лига СССР, 1 зона   | 12    | 8  | 9  | 15 | 29 — 40 | 25   | 1/64   | Третий уровень системы лиг |
| 1988 | Вторая лига СССР, 1 зона   | 16    | 12 | 7  | 19 | 56 — 61 | 31   |        | Третий уровень системы лиг |
| 1989 | Вторая лига СССР, 1 зона   | 15    | 15 | 6  | 21 | 41 — 46 | 36   |        | Третий уровень системы лиг |
| 1990 | Вторая низшая лига, 5 зона | 15    | 8  | 8  | 16 | 31 — 48 | 24   |        | Четвёртый уровень лиг      |
| 1991 | Вторая низшая лига, 5 зона | 12    | 19 | 7  | 16 | 54 — 41 | 45   |        | Четвёртый уровень лиг      |

### В чемпионатах России
Примечание:  Первая по уровню лига страны.
 Вторая по уровню лига страны.
 Третья по уровню лига страны.
 Четвёртая по уровню лига страны.
| Год     | Соревнование                            | Место | В  | Н  | П  | Голы    | Очки | Кубок                                                                               | Примечание                                                                          |
| 1992    | Вторая лига, 2 зона                     | 7     | 22 | 7  | 13 | 56 — 45 | 51   | 1/16                                                                                |                                                                                     |
| 1993    | Вторая лига, 3 зона                     | 2     | 21 | 7  | 6  | 58 — 15 | 49   | 1/16                                                                                |                                                                                     |
| 1994    | Вторая лига, Зона «Центр»               | 9     | 14 | 7  | 11 | 47 — 33 | 35   | 1/16                                                                                |                                                                                     |
| 1995    | Вторая лига, Зона «Центр»               | 6     | 19 | 10 | 11 | 61 — 43 | 92   | 1/256                                                                               |                                                                                     |
| 1996    | Вторая лига, Зона «Центр»               | 4     | 29 | 5  | 8  | 79 — 36 | 92   | 1/256                                                                               |                                                                                     |
| 1997    | Вторая лига, Зона «Запад»               | 1     | 28 | 7  | 3  | 91 — 26 | 91   | 1/8                                                                                 | ▲ Выход в первый дивизион                                                           |
| 1998    | Первый дивизион                         | 5     | 18 | 11 | 13 | 65 — 53 | 65   |                                                                                     |                                                                                     |
| 1999    | Первый дивизион                         | 9     | 19 | 7  | 16 | 61 — 51 | 64   | 1/4, 1/16                                                                           |                                                                                     |
| 2000    | Первый дивизион ПФЛ                     | 11    | 13 | 13 | 12 | 45 — 39 | 52   |                                                                                     |                                                                                     |
| 2001    | Первый дивизион ПФЛ                     | 16    | 10 | 10 | 14 | 27 — 35 | 40   | 1/4, 1/16                                                                           | ▼ Вылет во второй дивизион                                                          |
| 2002    | Второй дивизион, зона «Запад»           | 2     | 23 | 8  | 7  | 66 — 29 | 77   | 1/128                                                                               |                                                                                     |
| 2003    | Второй дивизион, зона «Запад»           | 1     | 26 | 5  | 5  | 83 — 18 | 83   | 1/16                                                                                | ▲ Выход в первый дивизион. Победа в Кубке ПФЛ                                       |
| 2004    | Первый дивизион                         | 13    | 15 | 13 | 14 | 39 — 32 | 58   | 1/16                                                                                | ▼ Добровольное понижение                                                            |
| 2005    | Второй дивизион, зона «Запад»           | 13    | 8  | 8  | 16 | 26 — 31 | 32   | 1/128                                                                               |                                                                                     |
| 2006    | Второй дивизион, зона «Запад»           | 18    | 7  | 4  | 23 | 26 — 58 | 25   | 1/512                                                                               | ▼ Исключение из ПФЛ                                                                 |
| 2007    | ЛФЛ (Первенство ЛФК), зона «Черноземье» | 2     | 18 | 9  | 5  | 71-21   | 63   | Победа в Кубке МОА «Черноземье», 3-е место в финальном этапе Кубка России среди ЛФК | Победа в Кубке МОА «Черноземье», 3-е место в финальном этапе Кубка России среди ЛФК |
| 2008    | ЛФЛ, зона «Черноземье»                  | 5     | 21 | 8  | 5  | 75-27   | 71   | Кубок МОА «Черноземье» — гр. этап.                                                  |                                                                                     |
| 2009    | ЛФЛ, зона «Черноземье»                  | 7     | 12 | 3  | 9  | 40-24   | 39   |                                                                                     |                                                                                     |
| 2010    | ЛФЛ, зона «Черноземье»                  | 5     | 11 | 2  | 9  | 27-25   | 35   |                                                                                     |                                                                                     |
| 2011/12 | Первенство ЛФК, зона «Черноземье»       | 8     | 18 | 10 | 14 | 58-43   | 64   |                                                                                     | ▲ Переход во второй дивизион                                                        |
| 2012/13 | Второй дивизион, зона «Центр»           | 1     | 22 | 7  | 1  | 74 — 20 | 73   | 1/256                                                                               | ▲ Выход в ФНЛ                                                                       |
| 2013/14 | ФНЛ                                     | 2     | 21 | 6  | 9  | 62 — 39 | 69   | 1/32                                                                                | ▲ Выход в РФПЛ                                                                      |
| 2014/15 | Премьер-лига                            | 16    | 7  | 4  | 19 | 20 — 46 | 25   | 1/4                                                                                 | ▼ Вылет в ФНЛ                                                                       |
| 2015/16 | ФНЛ                                     | 2     | 25 | 7  | 6  | 64 — 36 | 82   | 1/32                                                                                | ▲ Выход в РФПЛ                                                                      |
| 2016/17 | Премьер-лига                            | 14    | 7  | 7  | 16 | 18 — 40 | 28   | 1/16                                                                                |                                                                                     |
| 2017/18 | Премьер-лига                            | 7     | 12 | 6  | 12 | 35 — 41 | 42   | 1/16                                                                                |                                                                                     |
| 2018/19 | Премьер-лига                            | 6     | 12 | 10 | 8  | 40 — 33 | 46   | 1/2                                                                                 | Попадание в квал. Лиги Европы                                                       |
| 2019/20 | Премьер-лига                            | 8     | 11 | 5  | 14 | 37 — 41 | 38   | 1/8                                                                                 |                                                                                     |
| 2020/21 | Премьер-лига                            | 14    | 6  | 5  | 19 | 28 — 51 | 24   | 1/4                                                                                 |                                                                                     |
| 2021/22 | Премьер-лига                            | 16    | 5  | 8  | 17 | 30 — 59 | 23   | 1/8                                                                                 | ▼ Вылет в Первую лигу                                                               |
| 2022/23 | Первая лига                             | 13    | 11 | 8  | 15 | 37 — 46 | 41   | 1/32                                                                                |                                                                                     |

### В еврокубках
ПФК «Арсенал» впервые получил право выступать во втором квалификационном раунде Лиги Европы 2019/20, заняв 6-е место в чемпионате России 2018/19 и благодаря победе московского «Локомотива» (ранее гарантировавшего себе участие в групповом этапе Лиги чемпионов сезона 2019/20) в финале Кубка России над екатеринбургским «Уралом». Дебютный матч прошёл на стадионе «Арсенал» 25 июля 2019 года, соперником туляков стал азербайджанский «Нефтчи».
| Сезон   | Турнир           | Раунд                   | Соперник | Дома | В гостях | Общий счёт |  |
| ------- | ---------------- | ----------------------- | -------- | ---- | -------- | ---------- |  |
| 2019/20 | Лига Европы УЕФА | Второй отборочный раунд | Нефтчи   | 0:1  | 0:3      | 0:4        |  |

### Итого
- Чемпионаты СССР
  - В чемпионатах СССР проведено 1217 игр. +404=327-486. Мячи 1386—1516.
- Профессиональные лиги чемпионатов России
  - В профессиональных лигах России (1992—2006, 2012/13, 2013/14, 2014/15, 2015/16) проведено 700 матчей. +347=146-207. Мячи 1050—685.
  - В Премьер-лиге (2014/15): 30 матчей. +7=4-19. Мячи 20—46;
  - В Первой лиге (1998—2001, 2004, 2013/14, 2015/16): 272 матча. +121=67-84. Мячи 363—285;
  - Во Второй лиге (1992—1997, 2002—2003, 2005—2006, 2012—2013): 398 матчей. +219=75-104. Мячи 667—354;
- Всего в чемпионатах страны: 1917 матчей: +751=473-693. 2436—2201.

Любительская лига чемпионата России
В любительской лиге (2007—2012) проведено 154 матча. +80=32-42. Мячи 271—140.

## Клубные рекорды

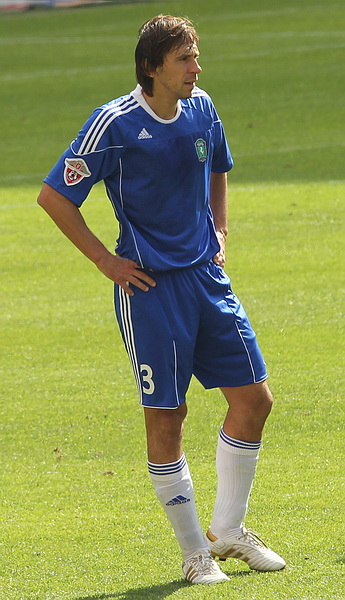
Валерий Климов

Самая крупная победа в чемпионате СССР
- 10:0 («Динамо» Брянск) — 1970.

Самое крупное поражение в чемпионате СССР
- 1:10 («Зенит» Ковров) — 1946.

Самые крупные победы в чемпионатах России по лигам
Премьер-лига
- 4:0 («Амкар») — 2014/15;
- 4:0 («Крылья Советов») — 2018/19.
- 4:0 («Локомотив») — 2019/20.
- 4:0 («Тамбов») — 2020/21.

Первая лига
- 5:0 («Рубин») — 1999.

Вторая лига
- 8:0 («Металлург» Выкса) — 2012/13.

Третий дивизион
- 18:0 («Хопёр» Балашов) — 2007.

Самые крупные поражения в чемпионатах России по лигам
Премьер-лига
- 0:6 (ЦСКА) — 2017/18.

Первая лига
- 0:6 («СКА-Хабаровск») — 2022/23.

Вторая лига
- 2:7 («Старт») — 1992.
- 1:6 («Спартак» Щл) — 2002.

Третий дивизион
- 0:4 («Химик» Новомосковск) — 2010.

### Рекордсмены
По количеству проведённых матчей
Рекордсмен по количеству сыгранных матчей за клуб — Анатолий Семёнов — 407 матчей (294 в чемпионатах СССР + 113 в чемпионатах России). Рекордсмен по количеству сыгранных матчей в чемпионатах России — Алексей Селезов — 203, в любительской лиге — Александр Лейкин — 120.
Самый молодой игрок, сыгравший матч в составе команды
- Сергей Гаврилов. 15 лет 11 месяцев 1 день. В матче 11 июля 1987 года. Арсенал — Торпедо (Владимир) — 2:1.
- Александр Дорохов. 16 лет 3 месяца 26 дней. В матче 20 апреля 2008 года. Арсенал-Тула — ФЦШ-73-дубль (Воронеж) — 3:0.

Самый возрастной игрок, сыгравший матч в составе команды

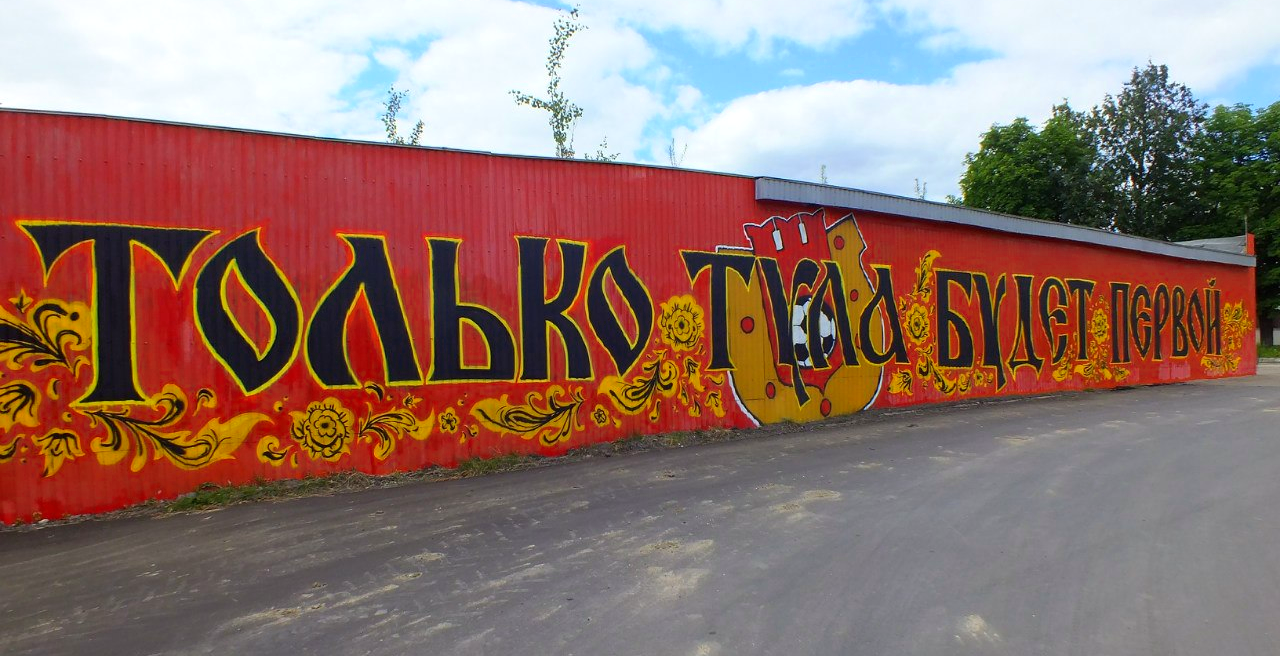
Граффити на территории стадиона

- Юрий Ковтун. 42 года 4 месяца 25 дней. В матче 30 мая 2012 года. Арсенал — Елец — 2:3.

Самый молодой вратарь, сыгравший матч в составе команды
- Михаил Арещенков. 16 лет 11 дней. В матче 7 августа 1988 года. Торпедо (Владимир) — Арсенал — 4:3.
- Артемий Томалак. 17 лет 7 месяцев 9 дней. В матче 8 июня 2008 года. Арсенал-Тула — Хопёр (Балашов) — 7:1.

Самый возрастной вратарь, сыгравший матч в составе команды
- Александр Филимонов. 41 год 1 месяц 23 дня. В матче 8 декабря 2014 года. Ростов — Арсенал — 0:1.

Самый молодой игрок, забивший гол за «Арсенал»
- Дмитрий Шилов. 17 лет 2 месяца 21 день. В матче 20 апреля 2008 года. Арсенал-Тула — ФЦШ-73-дубль (Воронеж) — 3:0.

Самый возрастной игрок, забивший гол за «Арсенал»
- Дмитрий Парфёнов. 37 лет 8 месяцев 19 дней. В матче 30 мая 2012 года. Арсенал — Елец — 2:3.

Рекорд результативности в одном матче
- Виктор Трофимов. 5 мячей. 10 июля 1946 года. Динамо (Орёл) — Зенит (Тула) — 0:6.
- Евгений Савин. 5 мячей. 5 июня 2013 года. Металлург (Липецк) — Арсенал — 1:5.

Рекорд результативности при выступлении на различных уровнях
- Сергей Маслов в течение 4 сезонов подряд забил голы в составе «Арсенала» на всех существующих уровнях российского футбола — от любительской лиги до Премьер-лиги (2012—2015)

### Лучшие бомбардиры
Лучший бомбардир за всю историю выступлений в чемпионатах СССР и России на всех уровнях — Павел Шишкин — 100 мячей. Лучший бомбардир клуба в чемпионатах России — Александр Кузьмичёв — 69. В 1 дивизионе — Андрадина — 45. Лучший результат бомбардира за сезон — Александр Кузьмичёв — 33 (1997). В Премьер-лиге — Евгений Луценко — 15 (2019—2020). В 1 дивизионе — Андрадина — 27 (1998). В ЛФЛ — Артём Сиваев, 20 мячей.

## Болельщики

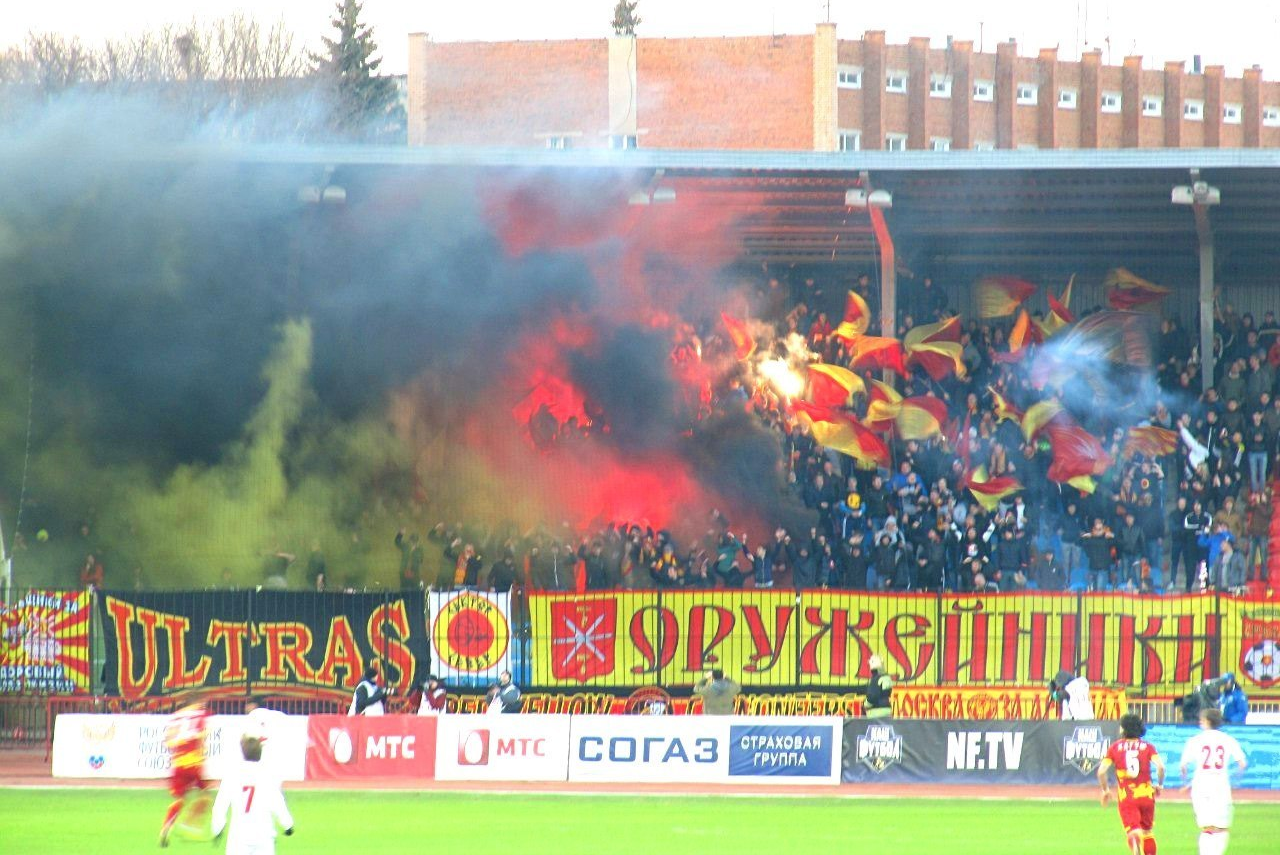
Ультрас «Арсенала»

Традиционно игры тульского «Арсенала» вызывают высокий зрительский интерес у местных любителей футбола. В сезоне 2011/12, будучи ещё любительским клубом, «Арсенал» собрал на матч против орловской команды «ГУ-Русичи» более 13 500 зрителей, это рекорд посещаемости в соревнованиях «Черноземья» за всю их историю. Во втором дивизионе домашние матчи туляков посещали в среднем около 8000 человек. По данным Российского футбольного союза на 23 июня 2013 года, посещаемость домашних матчей «Арсенала» находится на 15-м месте среди всех 106 профессиональных клубов России.

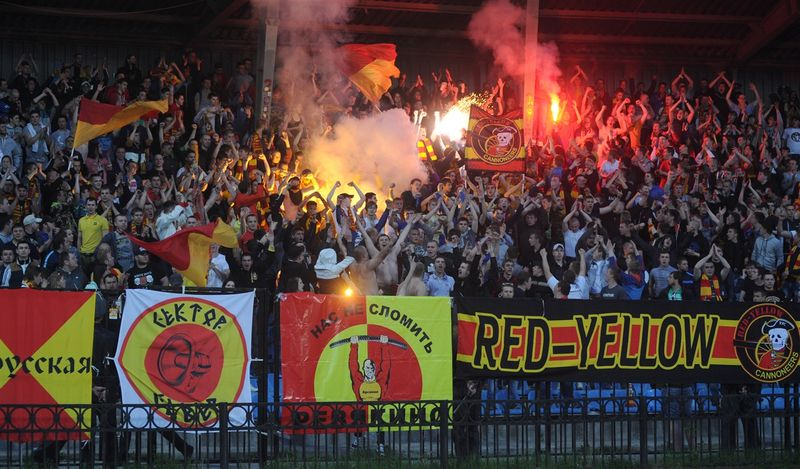
Фанаты «Арсенала»

В первенстве ФНЛ «Арсенал» также стал самой посещаемой командой лиги, матчи в среднем за игру посещали 10 844 зрителей, а на ключевом матче против московского «Торпедо», в котором фактически разыгрывалась путёвка в премьер-лигу, присутствовало 16,5 тысяч болельщиков «Арсенала».
В дебютном сезоне в Премьер-лиге в 2014/15 средняя посещаемость клуба составила 12 154 чел, по этому показателю «Арсенал» вошёл в шестёрку лучших клубов России.
В Туле существует ряд фанатских группировок и болельщицких движений, среди них широко известны «Red-Yellow Cannoneers», «Сектор Север», «Могучий Восток», «Red-Yellow Moscow», «ОКБА» и некоторые другие.
В августе 2013 года руководство клуба решило изъять № 12 из обращения и закрепить его за болельщиками.

## Главные тренеры
| Годы      | Тренер            |
| --------- | ----------------- |
| 1949      | Владимир Ерёмичев |
| 1959      | Дмитрий Смирнов   |
| 1960      | Виктор Соколов    |
| 1961—1962 | Владимир Добриков |
| 1962—1964 | Геннадий Зайцев   |
| 1964—1968 | Алексей Водягин   |
| 1968—1972 | Владимир Болотов  |
| 1973—1974 | Анатолий Никитчук |
| 1974—1975 | Георгий Мазанов   |
| 1975—1978 | Юрий Лопачёв      |
| 1978      | Владимир Алёхин   |
| 1979—1981 | Вениамин Крылов   |
| 1981—1983 | Владимир Болотов  |
| 1983—1987 | Иван Золотухин    |
| 1987—1988 | Леонид Липовой    |
| 1989      | Виктор Папаев     |
| 1989      | Сергей Игумин     |
| 1990      | Виктор Лукашенко  |

| Годы      | Тренер              |
| --------- | ------------------- |
| 1990      | Игорь Соловьёв      |
| 1990—1992 | Владимир Алёхин     |
| 1993—1994 | Алексей Петрушин    |
| 1994      | Владимир Бабанов    |
| 1995      | Анатолий Полосин    |
| 1995      | Валерий Нененко     |
| 1995—1996 | Геннадий Костылев   |
| 1996      | Владимир Бабанов    |
| 1997—1999 | Евгений Кучеревский |
| 1999      | Владимир Афонский   |
| 1999      | Леонид Буряк        |
| 1999      | Владимир Афонский   |
| 1999—2000 | Владимир Юрин       |
| 2000—2001 | Валерий Третьяков   |
| 2001      | Владимир Федотов    |
| 2002—2003 | Валерий Третьяков   |
| 2003—2004 | Борис Стукалов      |
| 2004—2005 | Владимир Бабанов    |

| Годы       | Тренер             |
| ---------- | ------------------ |
| 2005—2006  | Юрий Черьевский    |
| 2007       | Владимир Дорофеев  |
| 2007       | Валерий Хмыкин     |
| 2008—2011  | Александр Чимбирёв |
| 2011       | Владимир Бабанов   |
| 2011—2015  | Дмитрий Аленичев   |
| 2015—2016  | Виктор Булатов     |
| 2016       | Сергей Павлов      |
| 2016—2017  | Сергей Кирьяков    |
| 2017—2018  | Миодраг Божович    |
| 2018       | Олег Кононов       |
| 2018—2020  | Игорь Черевченко   |
| 2020       | Сергей Подпалый    |
| 2020—2021  | Дмитрий Парфёнов   |
| 2021—2022  | Миодраг Божович    |
| 2022       | Олег Кононов       |
| 2023—2025  | Александр Сторожук |
| 2025—н. в. | Дмитрий Гунько     |

## ЖФК «Арсенал» Тула
На данный момент[какой?] ещё не создана взрослая женская команда. Под ЖФК «Арсенал» подразумевается молодёжная команда ЦПЮФ-Академии «Арсенал».
8 августа 2021 года прошёл первый просмотр в команду девочек 2007—2009 годов рождения. 17 ноября 2021 года ЖФК «Арсенал» возглавила Екатерина Кищенко. Уже 9 декабря того же года были проведены первые товарищеские матчи с участием ЖФК «Арсенал». В обеих играх соперницами были сверстницы из Черни. Тогда тулячки одержали 2 победы. С 22 по 23 декабря 2021 года ЖФК «Арсенал» принял участие в «Чемпионате тульской области по мини-футболу среди команд девушек/девочек», где занял последнее 3-е место. После турнира Екатерина Кищенко в интервью клубной пресс-службе заявила, что положительно оценила работу своих подопечных в прошедших матчах и турнирные задачи перед командой не ставились. Весной 2022 года команда стартует в турнире «ЮФЛ-девушки»

## Спонсоры

### Технический спонсор
| Годы       | Производители формы |
| 2012       | Joma                |
| 2012—2013  | Nike                |
| 2013—2014  | Adidas              |
| 2014—2015  | Macron              |
| 2015—2016  | Adidas              |
| 2016—2017  | Jako                |
| 2017—н. в. | Adidas              |

### Генеральные и прочие спонсоры
23 мая 2016 года на Центральном стадионе Тулы состоялось подписание бессрочного соглашения о стратегическом партнёрстве ПФК «Арсенал» и корпорации «Ростех».
15 сентября 2016 года в ходе рабочего визита в Тульскую область Главного исполнительного директора ПАО «НК «Роснефть» Игоря Сечина между нефтяной компанией и Правительством Тульской области в лице временно исполняющего обязанности губернатора Алексея Дюмина подписано соглашение о сотрудничестве, в том числе предусматривающие финансовую помощь ПФК «Арсенал».
26 ноября 2016 года в рамках спонсорской деятельности ПАО «КамАЗ» оказало содействие в приобретении автобуса марки Mercedes-Benz для клуба.